# Andrew Haigh

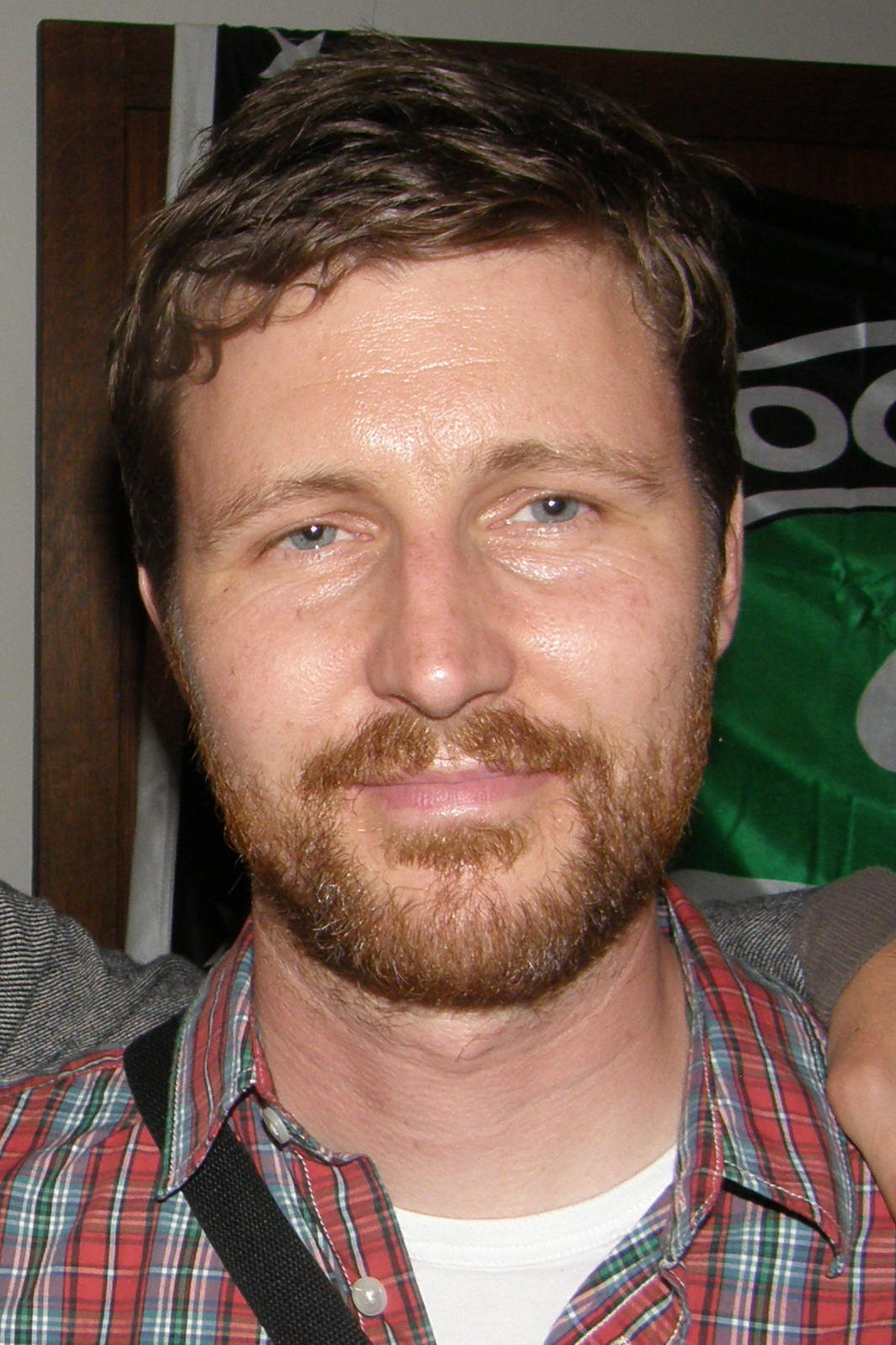
Andrew Haigh (2011)

Andrew Michael Haigh MBE (* 7. März 1973 in Harrogate, Vereinigtes Königreich) ist ein britischer Filmregisseur, Drehbuchautor und Filmproduzent.

## Werdegang
Haigh begann seine Arbeit im Filmgeschäft als Filmeditor, bevor er 2003 mit seinem ersten Kurzfilm Oil als Drehbuchautor und Regisseur debütierte. Es folgten drei weitere Kurzfilme, darunter Five Miles Out (2008), der zur Berlinale 2009 in der Sektion Generation lief.
Haighs erster Spielfilm war die Low-Budget-Produktion Greek Pete (2009), der mit einem Budget von weniger als 10.000 britische Pfund gedreht wurde. Der Film zeigt das Leben männlicher Prostituierter, wofür Haigh über den Zeitraum von einem Jahr dokumentarisches Filmmaterial sammelte, das er in die fiktive Erzählung des Films einarbeitete.
Weekend, der zweite Spielfilm von Haigh, wurde in Nottingham gedreht und handelt von der romantischen Beziehung zwischen zwei Männern (dargestellt von Tom Cullen und Chris New), die mit einem One-Night-Stand beginnt. Der Film wurde 2011 beim SXSW-Filmfestival im US-Bundesstaat Texas uraufgeführt, wo er den Emerging Visions Audience Award gewann. Es folgten 20 weitere Auszeichnungen, unter anderem der MovieZone Award in Rotterdam, der Große Preis der Jury beim Outfest Festival, zwei Preise bei den British Independent Film Awards, der London Critics Circle Award und die Auszeichnung für den Besten Film 2011 bei den Lesbisch Schwulen Filmtagen Hamburg.
Haighs dritter Spielfilm 45 Years lief im Wettbewerb der Berlinale 2015. Der Film erzählt von einem Paar, gespielt von Charlotte Rampling und Tom Courtenay, deren Ehe ins Schleudern gerät als sie Neuigkeiten von einer alten Liebe erfahren. Sowohl Rampling als auch Courtenay wurden als beste Darsteller des Festivals mit dem Silbernen Bären preisgekrönt.
Für die HBO-Serie Looking war Haigh darüber hinaus ab 2014 als Drehbuchautor und Regisseur tätig.
2017 erhielt er für seinen Spielfilm Lean on Pete eine Einladung in den Wettbewerb der 74. Filmfestspiele von Venedig. Haighs ist mit dem Schriftsteller Andy Morwood verheiratet.
Ende 2023 wurde Haighs mehrfacher preisgekrönter fünfter Spielfilm All of Us Strangers veröffentlicht.
Im Jahr 2024 wurde er in die Wettbewerbsjury der 81. Filmfestspiele von Venedig berufen.

## Filmografie
Kurzfilme
- 2003: Oil (Regie, Drehbuch)
- 2004: Fragments (Produktion)
- 2005: Markings (Regie, Drehbuch)
- 2005: Cahuenga Blvd (Regie, Drehbuch)
- 2008: Fünf Minuten draußen (Five Miles Out) (Regie, Drehbuch)

Spielfilme
- 2009: Greek Pete (Regie, Drehbuch, Produktion)
- 2011: Weekend (Regie, Drehbuch)
- 2015: 45 Years (Regie, Drehbuch)
- 2017: Lean on Pete (Regie, Drehbuch)
- 2023: All of Us Strangers (Regie, Drehbuch)

Fernsehen
- 2014–2015: Looking (18 Folgen) (Regie, Drehbuch, Produktion)
- 2016: Looking: Der Film (Looking, Fernsehfilm) (Regie, Drehbuch, Produktion)
- 2019: The OA (2 Folgen) (Regie)
- 2021: The North Water (5 Folgen) (Regie, Drehbuch, Produktion)

Musikvideos
- 2024: Pet Shop Boys – A New Bohemia (Regie)

## Auszeichnungen (Auswahl)
- Outfest, Los Angeles: Artistic Achievement Award für Greek Pete
- SXSW-Filmfestival: Emerging Visions Audience Award für Weekend
- International Film Festival Rotterdam: MovieZone Award für Weekend
- Outfest, Los Angeles: Großer Preis der Jury für Weekend
- British Independent Film Award für Weekend in den Kategorien Beste Produktion 2011 und bester Newcomer 2011 für Weekend-Hauptdarsteller Tom Cullen
- London Critics’ Circle Film Award für Weekend
- Lesbisch Schwule Filmtage Hamburg für Weekend in der Kategorie Bester Film 2011
- Crossing Europe Audience Award für Weekend, 2012
- Edinburgh International Film Festival, Michael Powell Award  in der Kategorie Bester britischer Spielfilm für 45 Years, 2015